# Lenox (New York)
Lenox ist eine US-amerikanische Town im Madison County des Bundesstaats New York mit einer von Einwohnerzahl 9.122 (Stand: 2010).

## Geografie
Lenox liegt an der nördlichen Grenze des Madison County. Sie liegt westlich der Stadt Oneida. Die nördliche Stadtgrenze, definiert durch den Oneida Lake, ist die Grenze des Oneida County. Der Oneida Creek liegt an der östlichen Stadtgrenze. Der New York State Thruway (Interstate 90) durchquert die Stadt.

## Geschichte
Die erste Besiedlung durch europäischstämmige Siedler begann um 1792. Die Stadt wurde 1809 aus Teilen von Sullivan  gebildet.

## Demografie
Nach der Volkszählung von 2010 leben in Lenox 9122 Menschen. Die Bevölkerung teilt sich 2017 auf in 95,0 % nicht-hispanische Weiße, 1,0 % Afroamerikaner, 0,6 % amerikanische Ureinwohner, 0,4 % Asiaten und 1,4 % mit zwei oder mehr Ethnizitäten. Hispanics oder Latinos machten 1,6 % der Bevölkerung aus. Das mittlere Haushaltseinkommen lag bei 54.665 US-Dollar und die Armutsquote bei 8,9 %.

## Persönlichkeiten
- Frederick R. Spencer (1806–1875), Maler